# Стара сграда на Руското консулство в Битоля
Вижте пояснителната страница за други значения на Офицерски дом.
Сградата на Руското консулство (на македонска литературна норма: Зграда на Рускиот конзулат) е архитектурна забележителност в град Битоля, Северна Македония. Разположена е на улици „Климент Охридски“ № 37 и „Пеце Матичевски“ № 31 и е обявена за паметник на културата.

## История
Сградата е изградена в 1905 година за руското консулство в града. В 1915 година консулството е закрито.

## Архитектура
Сградата е една от най-типичните за архитектурата от началото на XX век. В нея има ясни влияния на неоренесансовата и неокласическата архитектура при разделението на фасадата, разпределението на отворите, декорациите и съотношението на модулите по вертикалата и хоризонталата.